# کالج فرماندهی و ستاد نیروی زمینی ایالات متحده آمریکا
کالج فرماندهی و ستاد نیروی زمینی ایالات متحده آمریکا (انگلیسی: United States Army Command and General Staff College) دانشگاه نظامی متعلق به نیروی زمینی ایالات متحده آمریکا، مستقر در فورت لون‌وورت، کانزاس است، که تحصیلات تکمیلی را برای افسران نیروی زمینی ایالات متحده، نمایندگان بین سازمانی و افسران نظامی بین‌المللی ارائه می‌کند.
این کالج در سال ۱۸۸۱ توسط ویلیام تکامسه شرمن به‌عنوان مدرسه کاربردی پیاده‌نظام و سواره‌نظام، برای آموزش افسران تأسیس شد. برنامه درسی این کالج در طول جنگ جهانی اول، جنگ جهانی دوم، جنگ کره و جنگ ویتنام گسترش یافت و همچنان در حال تطبیق با درس‌های آموخته شده از درگیری‌های جاری است.
علاوه بر شعبه اصلی در فورت لیون‌ورث، این کالج دارای شعبه‌های فرعی در فورت بلوار، ویرجینیا؛ فورت لی، ویرجینیا؛ فورت آیزنهاور، جورجیا و ردستون آرسنال، آلاباما است. این کالج همچنین برای برخی از آموزش‌های خود از روش آموزش از راه‌دور استفاده می‌کند.